# Hřib malinový

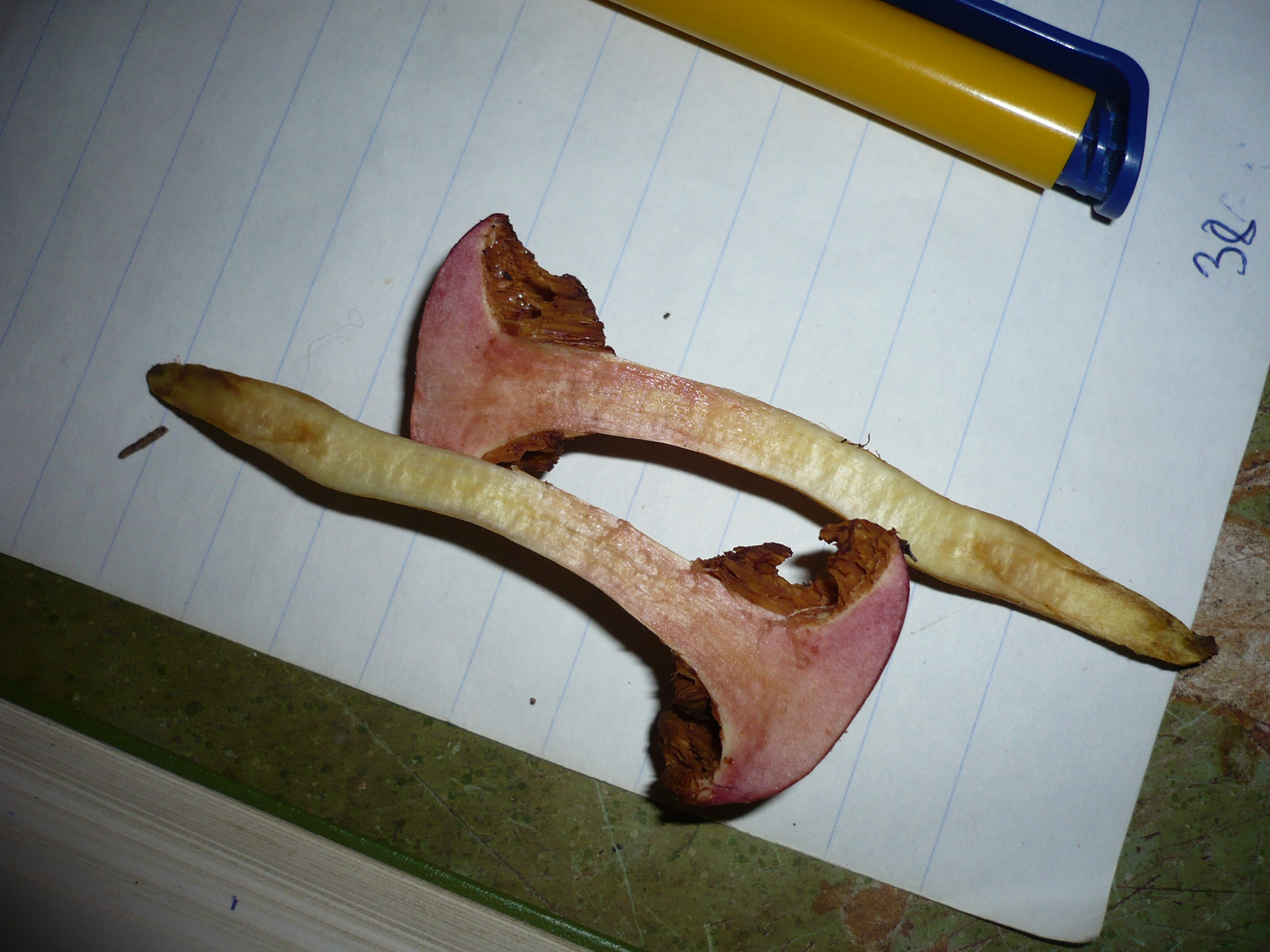
Typickým znakem hřibu malinového je zarůžovělé zbarvení pórů

Hřib malinový neboli růžopórý (Chalciporus pseudorubinus (Thirring) Pilát et Dermek 1974 resp. Chalciporus amarellus (Quél.) Bataille 1908) je vzácná houba z čeledi hřibovitých.

## Synonyma
- Boletus amarellus Quél. 1883 sensu Knapp 1929[1]
- Boletus pseudorubinus Thirring 1962 ad int.[1]
- Chalciporus amarellus (Quél.) Bataille 1908[1]
- Chalciporus piperatus var. amarellus (Quél.) Pilát et Dermek 1974 ?[1]
- Chalciporus pseudorubinus (Thirring) Pilát et Dermek 1974 comb. inval.[1]
- Ixocomus amarellus

české názvy
- hřib nahořklý
- hřib malinový[2]
- hřib růžopórý[3]
- klouzek nahořklý[4]

## Taxonomie
Zařazení, název i pozice tohoto taxonu jsou značně nejednotné. Bližší pozornost této problematice věnoval rakouský mykolog Wolfgang Klofac v roce 2006. Upozornil, že odborný název Chalciporus pseudorubinus je neplatný, neboť jde o kombinaci založenou na basionymu Boletus pseudorubinus, který byl popsaný jako ad int., tedy prozatímně. Používá proto název Chalciporus amarellus, který je sice nepřesný (postavený na Knappově pojetí, nikoli na přístupu originálního autora), ale formálně platný.

## Vzhled

### Makroskopický
Klobouk dosahuje 10 - 22 milimetrů, nejprve je klenutý, později poduškovitě rozprostřený, za suchého počasí suchý, nelepkavý a lesklý, povrch plavý až rezavožlutý.
Rourky 2 - 3 milimetry dlouhé, zprvu růžovočervenavé, později rezavě červené. Póry jsou výrazně malinově červené.
Třeň dosahuje délky 20 - 40 milimetrů při průměru 2,5 - 5 milimetrů. Je plný, válcovitý, může být zprohýbaný nebo v dolní polovině ztloustlý. Zbarvený je podobně jako klobouk, vrchol a báze spíš do žlutava, střední část rezavočervená až hnědá.
Dužnina je v klobouku bledě krémová až světle žlutá, nad rourkami s malinovým nádechem, ve třeni sytě žlutá, v bázi červenohnědá. Chuť má mírně štiplavou, vůně je nevýrazná.

### Mikroskopický
Výtrusný prach je světle hnědocihlový, spory podlouhle elipsovité až vřetenovité, hladké, bledě medově žluté až medově okrové, dosahují 10 - 14 × 4 - 6 μm.

## Výskyt
Přinejmenším do roku 1974 byly zaznamenány nálezy pouze pod borovicí černou.

## Rozšíření
Do roku 1974 byly známé nálezy pouze z Rakouska a Československa (Slovensko). Na území České republiky nebyl dosud (2009) nalezen.

## Záměna
- hřib rubínový (Chalciporus rubinus) - roste v teplých nížinách pod duby, třeň bývá růžový
- hřib peprný (Chalciporus piperatus) - postrádá růžové tóny, póry rezavohnědé
- hřib maličký (Chalciporus hypochryseus) - postrádá růžové tóny, póry žlutavé
- hřib červený (Xerocomellus rubellus) - klobouk červený až načervenalý, póry žluté, při poškození modrá

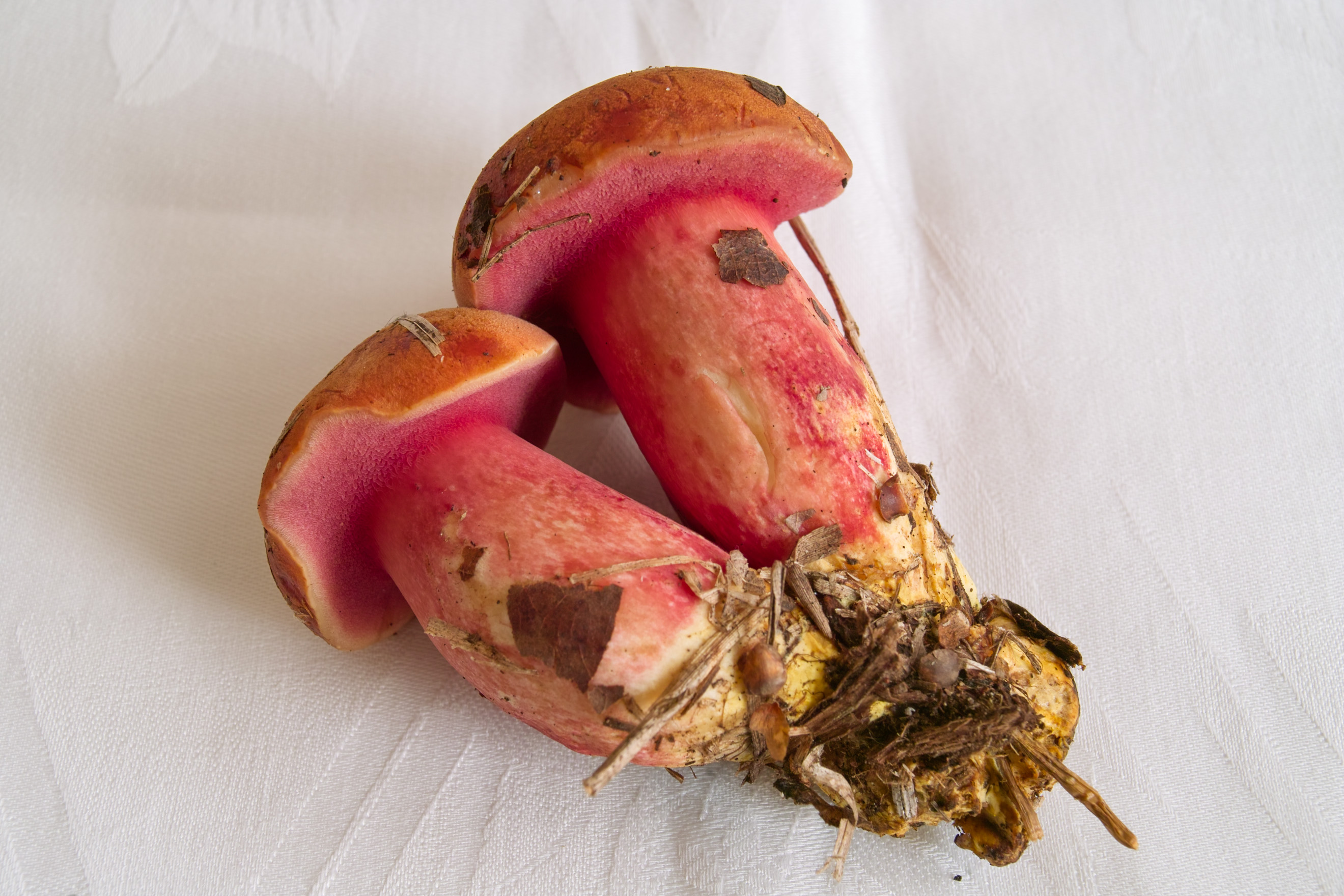
hřib rubínový
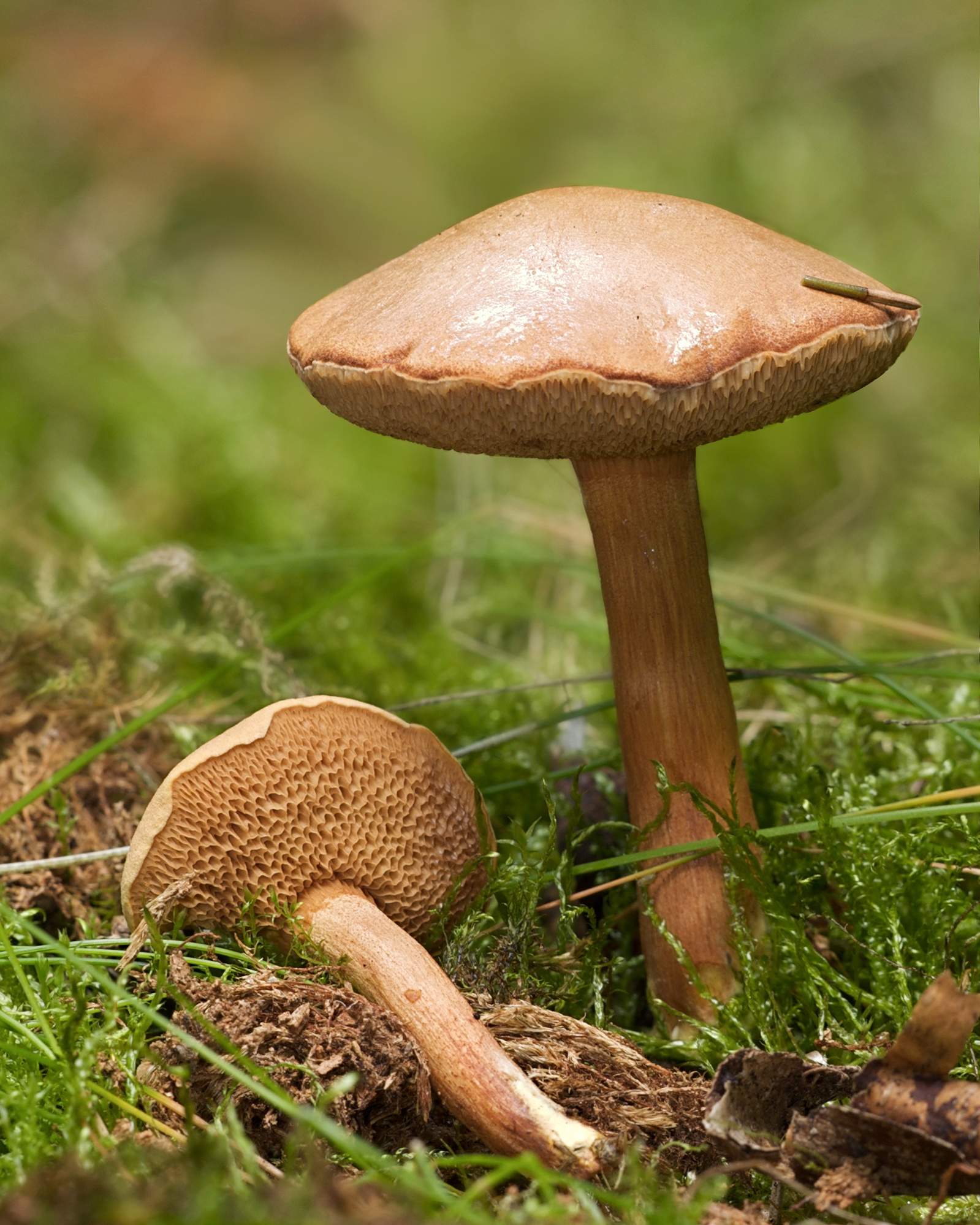
hřib peprný
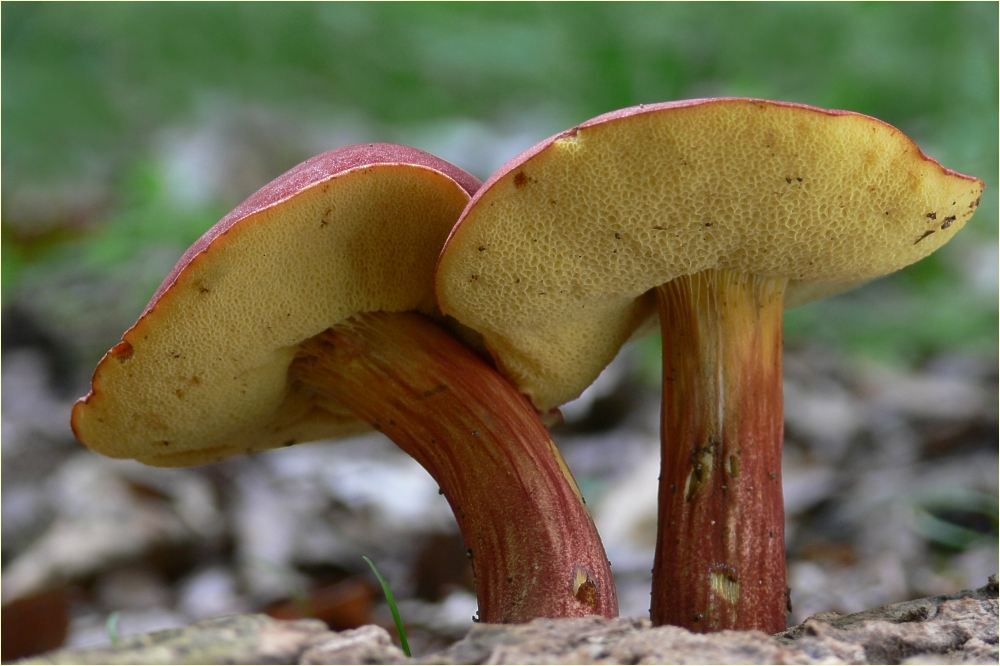
hřib červený